# Acropyga pickeli
Acropyga pickeli är en myrart som beskrevs av Borgmeier 1927. Acropyga pickeli ingår i släktet Acropyga och familjen myror. Inga underarter finns listade i Catalogue of Life.